# 제22회 베를린 국제 영화제
제22회 베를린 국제 영화제는 1972년 6월 23일에 열린 시상식이다.

## 수상 및 후보

### 황금곰상
- 캔터베리 이야기 - 피에르 파올로 파졸리니 수상

### 은곰상:심사위원상
- 드레이 에튜든 퍼 캐시 언드 밀로스 - 조제 포가치닉 수상
- 이기적인 거인 - 피터 샌더 수상

### 은곰상:감독상
- 올드 메이드 - 장-피에르 블랑 수상

### 은곰상:여자연기자상
- 해머스미스 이즈 아웃 - 엘리자베스 테일러 수상

### 은곰상:남자연기자상
- 인 프리즌 어웨이팅 트라이얼 - 알베르토 소르디 수상

### 은곰상:예술공헌상
- 해머스미스 이즈 아웃 - 피터 유스티노브 수상

### 황금곰상:단편영화상
- 플라이어웨이 - 로빈 레먼 수상